# Bezirk Boquerón
Boquerón ist ein Bezirk (distrito) der Provinz Chiriquí in Panama. Die Einwohnerzahl betrug laut Volkszählung 2023 21.001.
Boquerón teilt sich den Volcán Barú, die höchste Erhebung in Panama, mit den Bezirken Boquete und Tierras Altas.

## Gliederung
Der Bezirk Boquerón ist administrativ in folgende acht Corregimientos unterteilt:
- Boquerón (Hauptstadt)
- Bágala
- Cordillera
- Guabal
- Guayabal
- Paraíso
- Pedregal
- Tijeras